# جون إم. ياكوبسن
جون إم. ياكوبسن (بالنرويجية: John M. Jacobsen)‏ (و. 1944  م) هو منتج أفلام نرويجي.

## جوائز
حصل على جوائز منها:
- جائزة لجنة أماندا الشرفية ‏ (2003).

## وصلات خارجية
- جون إم. ياكوبسن على موقع IMDb (الإنجليزية)
- جون إم. ياكوبسن على موقع ألو سيني (الفرنسية)
- جون إم. ياكوبسن على موقع قاعدة بيانات الفيلم (الإنجليزية)

- جون إم. ياكوبسن في قاعدة بيانات الأفلام على الإنترنت